# Wales Open 2011
Het Saab Wales Open, zoals het Wales Open in 2011 heet, werd van 2 tot 5 juni gespeeld op de Celtic Manor Resort in Newport, waar oktober 2010 de Ryder Cup door Europa werd gewonnen.

## Verslag

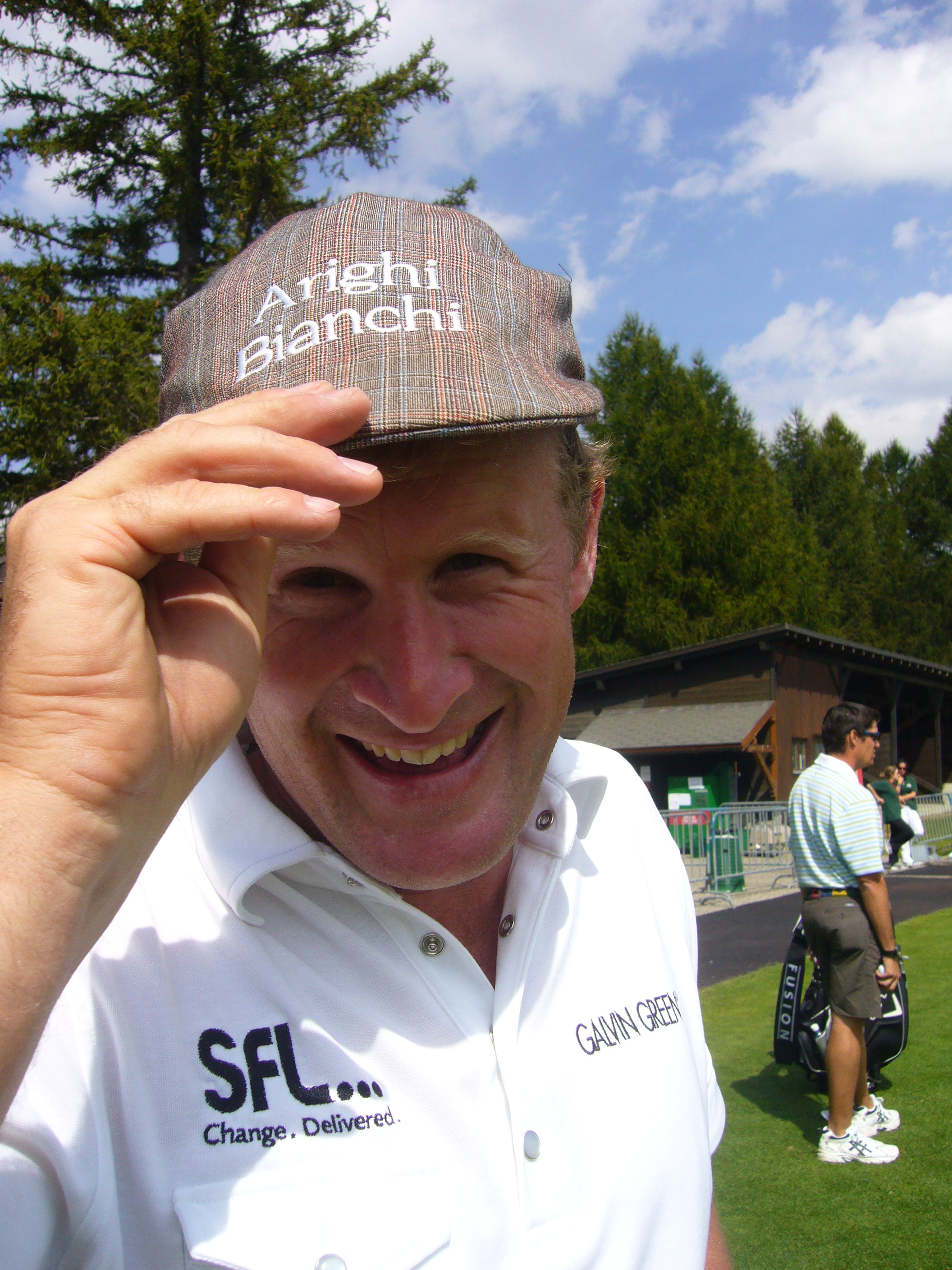
De lokale held, Jamie Donaldson

Ronde 1
Er werd gestart van 7:25 - 14:35 uur, alleen vanaf de eerste tee. Floris de Vries speelde in de laatste partij en bracht de beste Nederlandse score binnen.

De 50-jarige Barry Lane speelde zijn 673ste toernooi. Het record staat op naam van Sam Torrance met 706. Barry Lane eindigde met 68 (-3) op de 6de plaats. Een ander record dat hij wil verslaan is om de oudste winnaar op de Tout te worden. Dat staat nu op naam van Des Smyth, die in 2001 het Madeira Island Open won toen hij 48 was.
Elliot Saltman maakte een hole-in-one op hole 17, maar er stond geen prijs op.
Ronde 2
De Zweed Alexander Norén, die in 2009 nog de European Masters in Crans won en twee weken geleden zich op Walton Heath voor het US Open kwalificeerde, staat nu aan de leiding na twee nette rondes van 67. Titelverdediger Graeme McDowell, die vorig jaar ook het US Open won, staat slechts één slag achter Norén.
De cut was op +2, de drie Nederlanders doen het weekend niet meer mee.
Ronde 3
Veel harde windvlagen en veel slechte scores vandaag, maar 11 spelers die onder par binnen kwamen. Toch was er een score van 66 (-5) van Anders Hansen, die daarmee naar de tweede plaats steeg. Hij maakte bijna een albatros op de laatste hole (526 meter) toen hij met de wind in de rug zijn tweede slag met een ijzer-7 sloeg en op zeven centimeter van de hole terechtkwam. Alexander Norén maakte ruim een uur later een birdie op de laatste hole om weer aan de leiding te gaan.
Ronde 4
Alexander Norén won het toernooi met een laatste ronde van 70. Anders Hansen maakte 71 en bleef daarmee twee slagen achter hem. Grégory Bourdy had een mooie laatste ronde van 67 en deelde de tweede plaats met Hansen.
Elliot Saltman maakte wederom een hole-in-one op hole 17.
- Leaderboard

| Naam            | Score R1 | Score R1 | Nr   | Score R2 | Score R2 | Totaal | Nr  | Score R3 | Score R3 | Totaal | Nr  | Score R4 | Score R4 | Totaal | Nr  |
| --------------- | -------- | -------- | ---- | -------- | -------- | ------ | --- | -------- | -------- | ------ | --- | -------- | -------- | ------ | --- |
| Alexander Norén | 67       | -4       | T6   | 67       | -4       | -8     | 1   | 71       | par      | -8     | 1   | 70       | -2       | -9     | 1   |
| Anders Hansen   | 70       | -1       | T37  | 70       | -1       | -2     | T15 | 66       | -5       | -7     | T2  | 71       | par      | -7     | T2  |
| Peter Hanson    | 65       | -6       | 2    | 72       | +1       | -5     | T5  | 69       | -2       | -7     | T2  | 72       | +1       | -6     | T4  |
| Jamie Donaldson | 68       | -3       | T5   | 68       | -3       | -6     | 3   | 71       | par      | -6     | 4   | 73       | +2       | -4     | T8  |
| Keith Horne     | 64       | -7       | 1    | 73       | +2       | -5     | T5  | 76       | +5       | par    | T22 | 72       | +1       | +1     | T20 |
| Graeme McDowell | 67       | -4       | T6   | 68       | -3       | -7     | 2   | 81       | +10      | +3     | T33 | 71       | par      | +3     | T30 |
| Maarten Lafeber | 74       | +3       | T111 | 72       | +1       | +4     | MC  |          |          |        |     |          |          |        |     |
| Floris de Vries | 71       | par      | T54  | 84       | +13      | +13    | MC  |          |          |        |     |          |          |        |     |
| Tim Sluiter     | 80       | +9       | T152 | 77       | +6       | +15    | MC  |          |          |        |     |          |          |        |     |

## De spelers
| - Felipe Aguilar - Thomas Aiken - Fredrik Andersson Hed - Thomas Bjørn - Richard Bland - Liam Bond - Grégory Bourdy - Gary Boyd - Markus Brier - Mark Brown - Rafael Cabrera Bello - Michael Campbell - Alejandro Cañizares - Magnus A. Carlsson - Christian Cévaër - Shiv Chowrasia - Darren Clarke - George Coetzee - Robert Coles - Rhys Davies - Carlos Del Moral - Robert-Jan Derksen - Robert Dinwiddie - David Dixon - Stephen Dodd - Andrew Dodt - Jamie Donaldson - Nick Dougherty - Bradley Dredge - David Drysdale - Victor Dubuisson - Simon Dyson | - Rafa Echenique - Johan Edfors - Jamie Elson - Niclas Fasth - Kenneth Ferrie - Richard Finch - Oliver Fisher - Ross Fisher - Oscar Florén - Mark Foster - Marcus Fraser - Florian Fritsch - Lorenzo Gagli - Stephen Gallacher - Chris Gane - Ignacio Garrido - Daniel Gaunt - Jean-Baptiste Gonnet - Ricardo González - Tano Goya - Richard Green - Mark F Haastrup - Joakim Haeggman - Matt Haines - Anders Hansen - Søren Hansen - Peter Hanson - Andreas Hartø - Grégory Havret - Oskar Henningsson - Michael Hoey - Keith Horne | - David Horsey - David Howell - Jeppe Huldahl (2009) - Mikko Ilonen - Raphaël Jacquelin - Thongchai Jaidee - Scott Jamieson - Miguel Á Jiménez (2005) - Michael Jonzon - Alexandre Kaleka - Anthony Kang - Shiv Kapur - Simon Khan (2004) - James Kingston - Søren Kjeldsen - Jason Knutzon - Mikko Korhonen - Maarten Lafeber - Barry Lane - José Manuel Lara - Pablo Larrazábal - Paul Lawrie (2002) - Peter Lawrie - Danny Lee - Thomas Levet - José-Filipe Lima - Shane Lowry - David Lynn - Stuart Manley - Pablo Martín - Gareth Maybin - Graeme McDowell (2010) | - Richard McEvoy - Ross McGowan - Damien McGrane - Colin Montgomerie - Colm Moriarty - James Morrison - George Murray - Christian Nilsson - Matthew Nixon - Alexander Norén - Thomas Norret - Shaun Norris - Steven O'Hara - Thorbjørn Olesen - Wade Ormsby - Gary Orr - Hennie Otto - John Parry - Phillip Price - Manuel Quiros - Richie Ramsay - Robert Rock - Brett Rumford - Lloyd Saltman - Marcel Siem - Jeev Milkha Singh - Joel Sjöholm - Lee Slattery - Tim Sluiter - Graeme Storm - Scott Strange (2008) - Jaco Van Zyl | - Alvaro Velasco - Floris de Vries - Simon Wakefield - Anthony Wall - Paul Waring - Romain Wattel - Steve Webster - Peter Whiteford - Martin Wiegele - Bernd Wiesberger - Danny Willett - Oliver Wilson - Chris Wood - Fabrizio Zanotti - Julio Zapata - Matthew Zions Invitaties - Mark Tullo - John Daly - Sion E. Bebb - Peter O'Malley - Paul Broadhurst - Garry Houston Regionale Rangorde - Simon Edwards - Greig Hutcheon - Jamie Harris Amateurs - nog niet bekend |

2010 · 2011 · 2012 · 2013 · 2014